# بليتش (الموسم 11)
الماضي (過去篇 كاكو هِن) هو الموسم الحادي عشر من أنمي بليتش، ويحتوي على 7 حلقات. قام بإخراج الموسم نوريوكي أبيه وأنتجه تلفاز طوكيو و‌دنستو و‌إستديو بيرو. الموسم مقتبس من مانغا بنفس الاسم للمؤلف تايت كوبو. يحكي الموسم عن ذكريات تحكي عن تاريخ الفيزارد.
بدأ عرض الموسم في اليابان على تلفاز طوكيو ابتداءً من 10 فبراير 2009 وحتى 24 مارس 2009. أصدرت أنيبلكس مجلدي دي في دي، الأول في 25 نوفمبر 2009 والثاني في 16 ديسمبر 2009.
يحتوي الموسم على شارتين موسيقيتين: شارة بداية وشارة نهاية. شارة البداية هي «فيلونيكا» (Velonica) من أداء أكوا تايمز. شارة النهاية هي "وتر السماء (إلى البالغ أنت)" (Sky chord 〜大人になる君へ〜 سوكاي كودو ~أوتونا ني نارو كيمي إي~) من أداء شيون تسوجي.

## قائمة الحلقات
| الرقم | عنوان الحلقة                                                         | فصول المانغا     | تاريخ العرض الأصلي |
| ----- | -------------------------------------------------------------------- | ---------------- | ------------------ |
| 206   | «بداية فصل الماضي! الحقيقة قبل 110 عامًا» (過去編開始！110年前の真実) | -108             | 10 فبراير 2009     |
| 207   | «قائد الفرقة الثانية عشر، كيسكي أوراهارا» (十二番隊新隊長、浦原喜助) | -107             | 17 فبراير 2009     |
| 208   | «آيزن والفتى العبقري» (藍染と天才少年)                               | -106، -105، -104 | 24 فبراير 2009     |
| 209   | «فرقة موغورما التاسعة، تتحرك» (六車九番隊、出動せよ)                 | -104، -103       | 3 مارس 2009        |
| 210   | «موت هيوري؟ بداية المأساة» (ひよ里死す? 悲劇の始まり)                | -103، -102، -101 | 10 مارس 2009       |
| 211   | «خيانة! مناورات آيزن السرية» (裏切り！暗躍の藍染)                    | -100، -99        | 17 مارس 2009       |
| 212   | «إنقاذ هيراكو! آيزن ضد أوراهارا» (平子を救え！藍染VS浦原)            | -98، -97         | 24 مارس 2009       |

## إصدارات منزلية
| المجلد | تاريخ الإصدار  | الحلقات | مرجع  |
| ------ | -------------- | ------- | ----- |
| 1      | 25 نوفمبر 2009 | 206–208 | [ 3 ] |
| 2      | 16 ديسمبر 2009 | 209–212 | [ 4 ] |